# Oude Mattheüskerk
De Oude Mattheüskerk is een protestantse kerk in de Nederlandse plaats Eibergen. De kerk is in de 15e eeuw gebouwd als pseudobasiliek en kreeg als patroonheilige Matteüs. De ingang bevindt zich onder de kerktoren, die een naaldspits bevat. Boven de ingang is een spitsboogvenster aangebracht. De overige ramen van de kerk zijn eveneens uitgevoerd als spitsboogvenster. In de kerk zijn kruisribgewelven aangebracht, waar oorspronkelijk schilderingen op aan zijn gebracht.
De kerk is een rijksmonument, waarbij het schip (nummer 14606) en de kerktoren (nummer 14607) apart in het monumentenregister staan ingeschreven.